# Coelotes wangi
Coelotes wangi là một loài nhện trong họ Amaurobiidae.
Loài này thuộc chi Coelotes. Coelotes wangi được miêu tả năm 1997 bởi Jun Chen & Zhao.